# Julian Bashir
Julian Subatoi Bashir lik iz znanstveno-fantastičnog serijala Zvjezdane staze: Deep Space 9, medicinski časnik Zvjezdane flote. 

## Životopis prije dolaska na DS9
Julian Subatoi Bashir rođen je 2341. godine. Roditelji su mu Richard i Amsha Bashir. Dječak je rođen s blagom mentalnom retardacijom i imao je poteškoća pri počecima školovanja. Kad mu je bilo šest godina, roditelji su ga odveli na planet Adigeon Prime, gdje je podvrgnut genetskom resekvenciranju. Ovaj je genetski zahvat, inače zakonski zabranjen unutar Federacije, iz korijena promijenio Julianove mentalne i fizičke sposobnosti, pretvorivši ga u genija. Godine 2352. mladi je Julian na planetu Invernia II vidio zastrašujuće učinke bolesti na lokalnom stanovništvu, što je doprinijelo njegovoj odluci da studira medicinu. Bashir je bio briljantan student, diplomiravši kao drugi u klasi. 

## Deep Space 9
Dr. Bashir premješten je na svemirsku stanicu Deep Space 9 godine 2369. Tamo je isprva naišao na nerazumijevanje okoline zbog svoga pomalo bahatog stava i izražavanja vlastite intelektualne nadmoći, ali s vremenom postaje omiljen među kolegama. Najboljeg prijatelja stječe u glavnom inženjeru Milesu O'Brianu te u Kardasijancu Elimu Garaku. Godine 2371. Bashir je nominiran, kao najmlađi u povijesti, za Carringtonovu nagradu za svoja istraživanja biomolekularne replikacije. Godine 2373. oteo ga je Dominij i zamijenio ga Mjenjolikom, koji je imao zadatak uništiti Bajoransko sunce. 

## Alexander Siddig
Bashira glumi britanski glumac arapskih korijena Alexander Siddig, koji se tijekom prve tri sezone serije potpisivao kao Siddig El Fadil. Promijenio je ime na početku četvrte sezone. Lik dr. Juliana Bashira prvi se put pojavljuje u epizodi "Poslanik" (Emissary).